# Leguán modravý
Leguán modravý (Cyclura lewisi) je kriticky ohrožený druh ještěra z čeledi leguánovitých, který se endemicky vyskytuje na ostrově Grand Cayman, který je součástí Kajmanských ostrovů. Až do roku 2004 byl veden jako poddruh leguána kubánského, avšak v důsledku genetické odlišnosti, která byla zjištěna o čtyři roky dříve, došlo k jeho ustanovení samostatným živočišným druhem. Leguán modravý patří mezi ještěry dožívající se nejdelšího věku (rekord je 69 let).
Jako jediné dvě zoologické zahrady v Evropě je od ledna 2011 chovají Zoo Praha a Zoopark Zájezd o.p.s. V Zooparku Zájezd se již povedl i první odchov.

## Popis
Leguán modravý je největším původním obyvatelem ostrova Grand Cayman; v dospělosti dorůstá 51–76 cm (s ocasem až 1,5 metru) a váží až 14 kg. Jeho kloubové prsty se skvěle hodí ke kopání a lezení na stromy.
Ačkoli není známo, že by byl přímo stromovým druhem, byl pozorován i ve výši kolem pěti metrů.
Leguáni modraví jsou sexuálně dimorfní - samec je zpravidla o jednu třetinu větší než samice. Samci mají nápadné stehenní póry, které používají k uvolňování feromonů. Samice mají póry menší a nemají tak výrazný hřbetní hřeben.

### Barva
Barva kůže dospělých samců se pohybuje od tmavě šedé po tyrkysově modrou, zatímco samice jsou zbarveny olivově zeleně až světle modře. Mláďata jsou bez rozdílu pohlaví tmavě hnědá nebo zelená se slabými tmavšími pruhy. Když novorozená mláďata poprvé vylezou z hnízda, mají na zádech osm tmavých pruhů tvaru V. Tyto pruhy začínají po roce mizet a měnit se na smetanově šedé skvrny, které mohou v dospělosti přejít až do modré.
Pro dospělé leguány modravé je obvyklá tmavě šedá odpovídající okolní krajině; zvíře mění barvu na modrou, jen když je v přítomnosti dalších leguánů a při ochraně svého území. Modrá barva je výraznější u samců, jejich výrazně černé nohy kontrastují se světlejší barvou těla.

### Zrak
Leguáni modraví mají zlaté duhovky a červené oční bělmo. Mají vynikající zrak, dokáží vidět na dlouhé vzdálenosti; kvůli malému počtu tyčinek však vidí ve slabém světle špatně. Zato ale mají tzv. double cones buňky („dvojité kužely“), které zajišťují ostré barevné vidění a umožňují jim vidět i v ultrafialovém spektru. Tuto schopnost leguáni používají, aby se při slunění se mohli přesvědčit, že absorbují dostatek slunečního světla ve formě UVA a UVB pro vytváření vitaminu D.
U leguánů modravých se také vyvinulo tzv. parietální oko, které je umístěno uprostřed čela. Toto „oko“ nefunguje stejným způsobem jako normální oko, má pouze základní sítnici a čočku, a tak nemůže tvořit obrazy. Je však citlivé na změny intenzity osvětlení a dokáže detekovat pohyb.

## Dlouhověkost
Nejdéle žijícím leguánem modravým v zajetí byl leguán jménem Godzilla, kterého roku 1950 odchytil přírodovědec Ira Thompson na ostrově Grand Cayman. V roce 1985 Godzillu dovezl do Spojených států Ramon Noegel, roku 1990 byl prodán dovozci plazů Tomu Crutchfieldovi, který ho roku 1997 daroval zoologické zahradě Gladys Porter ZOO v Brownsville v Texasu. Tam ještěr zůstal až do své smrti v roce 2004. Thompson odhadoval, že Godzillovi bylo v době odchytu asi 15 let. Při odhadovaných 69 letech věku (z toho 54 v zajetí) by tak Godzilla byl nejdéle žijícím leguánem, o němž máme spolehlivý záznam. Přitom u jeho blízkého příbuzného, poddruhu leguána kubánského (Cyclura nubila caymanensis), máme záznamy jen o 33 letech života v zajetí.
Dlouhověkost ve volné přírodě není dokázána, ale předpokládá se, že leguáni se dožívají několika desetiletí.

## Chov v zoo
Leguán modravý je v zoo chován naprosto výjimečně. Od roku 2009 jej vlastní malý Zoopark Zájezd nedaleko Prahy, kde se v roce 2015 podařil evropský prvoodchov. V roce 2011 získala tato zvířata jako první tradiční velká zoo v Evropě Zoo Praha. Pár tohoto druhu je k vidění v pavilonu šelem a plazů. Od roku 2016 se počet evropských zoo s tímto druhem zvýšil o jedno francouzské zařízení, kam byla poskytnuta zvířata ze Zooparku Zájezd.